# Meliboeus romanovi
Meliboeus romanovi es una especie de escarabajo del género Meliboeus, familia Buprestidae. Fue descrita científicamente por Stepanov en 1958.